# شيكاغو وايت سوكس
شيكاغو وايت سوكس هو فريق كرة قاعدة أمريكي أٌسس عام 1894. يلعب الفريق في الدوري الأمريكي.